# زغلول النجار
زغلول راغب محمد النجار (17 نوفمبر 1933)، عالم جيولوجيا وداعية إسلامي مصري ولد في قرية مشال مركز بسيون بمحافظة الغربيّة، اشتهر بإلقاءه محاضرات وندوات عن الإعجاز العلمي في النصوص المقدسة الإسلامية (القرآن والحديث النبوي). درس في كلية العلوم جامعة القاهرة وتخرج منها سنة 1955م بمرتبة الشرف، وكُرِّم بالحصول على جائزة الدكتور مصطفى بركة في علوم الأرض، وهو زميل الجامعة العالمية للعلوم الإسلامية وعضو في مجلس إدارتها، وأحد مؤسسي الهيئة العالمية للإعجاز العلمي في القرآن والسنة.

## حياته
ولد زغلول في عائلة مسلمة؛ فكان جده إمام القرية وكان والده من حفظة القرآن. ويحكي زغلول أنه إذا قرأ القرآن وأخطأ كان والده يرده في خطئه وهو نائم. وبعد إتمامه لحفظ القرآن، انتقل زغلول بصحبة والده إلى القاهرة والتحق بإحدى المدارس الابتدائية وهو في سن التاسعة.
أتم زغلول دراسته الابتدائية والتحق بمدرسة شبرا الثانوية في عام 1946 وكان من أوائل الخريجين، وأمره ناظر المدرسة بالدخول في مسابقة اللغة العربية لتفوقه فيها. وكان يدخل المسابقة أيضاً أستاذه في المدرسة في اللغة العربية، فاستحى أن يكمل حرجاً من أستاذه ولكن ناظر المدرسة رفض ذلك وقال له أن أستاذه لا يمثل المدرسة؛ فوافق زغلول على ذلك وحصل على المركز الأول وأستاذه في المركز 42.
التحق زغلول بكلية العلوم جامعة القاهرة وتم افتتاح قسم جديد فيها هو قسم الجيولوجيا. أحب زغلول القسم بفضل رئيس القسم وهو دكتور ألماني، فدخله وتفوق فيه وحصل في النهاية على درجة بكالوريوس العلوم بمرتبة الشرف. ولكن أثر تدخل زغلول في إحدى المظاهرات السياسية حيث تم اعتقاله بعد تخرجه من الجامعة وتمت محاكمته وظهرت براءته ولكن القرار السياسي رفض تعيينه مُعيدا في الجامعة بسبب انتمائه إلى جماعة الإخوان المسلمين.
عمل في شركة صحارى للبترول وعند محاولة استخراج تصريح بالعمل في أحد المواقع، تم رفض استخراجه للقرار السياسي فتم فصله عن العمل. فالتحق بالعمل بمناجم الفوسفات في وادي النيل وعمل بها لمدة عامين. وكان له تأثير إيجابي على العمال والشركة. وأقام دعوة قضائية على الجامعة لرفضها تعيينه في الجامعة وربح الدعوى وعمل داخل جامعة عين شمس لمدة عام ثم فصل منها أيضاً بقرار سياسي.
واستمر في عمله في مناجم الفحم بشبه جزيرة سيناء (مشروع السنوات الخمس للصناعة) حتى تم اختياره للعمل في جامعة الملك سعود بالرياض، ومن ثم تقدمه للماجستير في جامعة ويلز في إنجلترا. وعند استعداده للسفر وذهابه للميناء فوجئ بمنعه من السفر، وكان الوقت ليلاً، فذهب للضابط المسؤول عن منعه فعلم أن زوجة الضابط تضع مولودا بالمستشفى؛ فانطلق إلى هناك فوجد المسؤول فأخبره بأمره فقال له الضابط أن زوجته ولدت بسلام ولذلك سيسمح له بالسفر وليكن ما يكون. فاصطحبه إلى الميناء فوجد السفينة قد ارتحلت، فقام الضابط المسؤول بالاتصال بالسفينة فوجدها في المياه الإقليمية المصرية فأمرها بالتوقف واستأجر زغلول مركبا صغيراً ليلحق بالسفينة.

## المؤهلات العلمية
- حصل على الأستاذية «درجة البروفيسور» وذلك سنة 1972م.
- دكتوراه في علوم الأرض من جامعة ويلز ببريطانيا سنة 1963م، ومنحته الجامعة درجة زمالتها فيما بعد الدكتوراه.
- تخرج في جامعة القاهرة سنة 1955م حاصلاً على درجة بكالوريوس العلوم بمرتبة الشرف، وكان أول دفعته، فمنحته الجامعة جائزة بركة لعلوم الأرض.

## الوظائف والنشاطات العلمية والأكاديمية
- عمل في شركة صحارى للبترول وفي المركز القومي للبحوث بالقاهرة، وكذلك عمل في مناجم الفوسفات في وادي النيل ومناجم الذهب بالبرامية (صحراء مصر الشرقية)، وفي مناجم الفحم بشبه جزيرة سيناء (مشروع السنوات الخمس للصناعة)، وفي كل من جامعات عين شمس (القاهرة)، الملك سعود بالرياض، جامعة ويلز (المملكة المتحدة)، الكويت (الكويت)، قطر (الدوحة)، الملك فهد للبترول والمعادن بالظهران (1978 م-1996 م)، كما عمل أستاذا زائرا في جامعة كاليفورنيا (لوس أنجيليس 1977 م-1978 م)، ومستشارا للتعليم العالي بالمعهد العربي للتنمية بالخبر – المملكة العربية السعودية (1996 م-1999 م)، ومديرا لجامعة الأحقاف باليمن (1999 م-2000 م)، ومديرا لمعهد مارك فيلد للدراسات العليا في بريطانيا (2000 م-2001 م)، ورئيسا للجنة الإعجاز العلمي للقرآن بالمجلس الأعلى للشؤون الإسلامية – مصر (2001 م- اليوم).
- انتخب زميلا للأكاديمية الإسلامية للعلوم وعضوا في مجلس إدارتها.
- عضو سابق في هيئة تحكيم جائزة اليابان الدولية للعلوم.
- شارك في تأسيس قسم الجيولوجيا في كل من جامعات الرياض (1959 م-1961 م-1964 م-1967 م) والكويت (1967 م-1978 م) والملك فهد للبترول والمعادن في الظهران (1979 م-1996 م)، وتدرج في وظائف هيئة التدريس حتى حصل على درجة الأستاذية وعلى رئاسة قسم الجيولوجيا في جامعة الكويت سنة 1972 م، وفي جامعة قطر سنة 1978م.
- أشرف حتى الآن على أكثر من 35 رسالة ماجستير ودكتوراه في قسم الجيولوجيا في كل من مصر، والجزيرة العربية، والخليج العربي.
- عمل عضوا في العديد من الجمعيات المحلية والعالمية.[5]
- اختير عضوا في هيئة تحرير مجلات علمية منها: (Journal of Foraminiferal Research) التي تصدر في نيويورك، ومجلة (Journal of African Earth Sciences) التي تصدر في باريس.
- اختير مستشارا علميا لكل من المجلات الآتية: (Islamic Sciences) التي تصدر في الهند، ومجلة المسلم المعاصر التي تصدر في واشنطن، ومجلة الريان التي تصدر في قطر.

- عمل مستشارا علميا لكل من مؤسسة روبرستون للأبحاث ببريطانيا، ومستشارو النفط العرب الكويت، وشركة الزيت العربي بالخفجي، وبنك دبي الإسلامي بدولة الإمارات العربية المتحدة.
- عضو مؤسس للهيئة العالمية للإعجاز العلمي في القرآن والسنة النبوية، (رابطة العالم الإسلامي – مكة)، وعضو مجلس إدارتها.
- عضو مجلس إدارة المجلس العالمي للبحوث الإسلامية – القاهرة.
- عمل عضوا في مجلس أمناء الهيئة الإسلامية للإعلام – ببريطانيا.
- اختير عضوا بجمعية المسلم المعاصر – لختنشتاين.
- اختير مستشارا علميا لمتحف الحضارة الإسلامية في سويسرا.
- عضو مؤسس بالهيئة الخيرية الإسلامية العالمية – الكويت – وعضو مجلس إدارتها.
- شارك في تأسيس كل من بنك دبي الإسلامي – وبنك فيصل الإسلامي المصري – وبنك التقوى. (17) حضر العديد من المؤتمرات العلمية الدولية والمحلية، وكذلك المؤتمرات الإسلامية على مختلف المستويات.
- له برامج تلفزية وإذاعية عديدة (إسلامية وثقافية متنوعة).
- جاب أقطار الأرض محاضرا عن الإسلام وقضايا المسلمين خاصة قضية الإعجاز العلمي في القرآن والسنة النبوية، وامتدت رحلته من كندا شمالاً إلى أستراليا وجنوب أفريقيا جنوباً، ومن الأمريكتين غربا إلى أواسط آسيا شرقا.
- آخر عمل أكاديمي أنه كان استاذا في جامعة العلوم الإسلامية العالمية في عمان في المملكة الأردنية الهاشمية.

## الجوائز العلمية
- جائزة مسابقة التوجيهية، وزارة التربية والتعليم – مصر (1951 م) وكان أول الحاصلين عليها.
- جائزة بركة لعلوم الأرض جامعة القاهرة (1955 م) وكان أول الحاصلين عليها.
- جائزة روبرتسون للأبحاث فيما بعد الدكتوراه (جامعة ويلز بريطانيا سنة 1963 م-1967 م).
- درجة زمالة جامعة ويلز – بريطانيا سنة 1963 م.[6]
- جائزة أفضل البحوث المقدمة لمؤتمر البترول العربي سنة 1970 م-1972 م.
- جائزة أفضل البحوث المقدمة لمؤتمر الأحافير الدقيقة الطافية بكل من جنيف – سويسرا (1967 م)، روما – إيطاليا (1970 م).
- منح جائزة تقديرية من جمعية علماء الأحافير المصرية.
- اختير عضوا في العديد من الجمعيات العلمية (العربية والأجنبية) وفي هيئة تحرير عدد من دورياتها العلمية.
- منح أنواطا من كافة الجامعات المصرية والعربية، من عدد من الجامعات وعدد من النقابات العلمية والمهنية في داخل مصر وخارجها.
- منح العديد من شهادات التقدير من مؤسسات عربية وأجنبية.
- منح جائزة رئيس جمهورية السودان التقديرية، ووسام العلوم والآداب والفنون الذهبي عن سنة 2005 م.[7]

## الإنتاج العلمي والثقافي
- له أكثر من مائة وخمسين بحثا ومقالا علميا منشورا، وخمسة وأربعين كتابا باللغات العربية والإنجليزية والفرنسية والألمانية.
- له مقال أسبوعي بجريدة الأهرام القاهرية عن الإعجاز العلمي في القرآن تحت عنوان (من أسرار القرآن) صدر منه حتى الآن أكثر من مائتين وخمسين مقالا.
- له مقال يومي طوال شهر رمضان بعنوان (من الإعجاز العلمي في السنة).
- له سلسلة مقالات متنوعة في كل من مجلات الدعوة والإعجاز والفرقان وقافلة الزيت والمجتمع والرسالة وغيرها.
- له سلسلة من الأشرطة السمعية والبصرية والأسطوانات المدمجة في مجالات متعددة أهمها (الإسلام والعلم)

## المؤلفات
- من آيات الإعجاز العلمي.
- الحيوان في القرآن الكريم .
- السماء في القرآن الكريم .
- الأرض في القرآن الكريم .

صورة للدكتور على غلاف كتابه رسالتي إلى الأمة.

- الإنسان من الميلاد إلى البعث في القرآن الكريم.
- من آيات الإعجاز العلمي الإنبائي والتاريخي في القرآن الكريم.
- تفسير الآيات الكونية في القرآن الكريم (التفسير العلمي للقرآن الكريم) 4 أجزاء.
- خواطر في معية خاتم الانبياء والمرسلين.
- رسالتي إلى الأمة.
- علوم الأرض في الحضارة الإسلامية.
- خلق الإنسان في القرآن الكريم.
- نظرة الإسلام إلى الإنسان والكون والحياة.
- الأعجاز العلمي في السنة النبوية.
- الأنسان والكون في العلوم المكتسبة وفى الإسلام.
- قصة الخلق.
- ومضات قرآنية.
- هذا هو القرآن.
- 7 آيات من آيات الاعجاز الإنبائي في القرآن الكريم.
- سر الليل والنهار.
- في نور القرآن الكريم: تأملات في كتاب الله.
- هكذا تعرفت على الله.
- حقائق علمية في القرآن الكريم.
- نماذج من الاشارات القرآنية الى علوم الارض.
- آيات بهرت العالم.
- الزلازل في القرآن.
- من آيات الماء في القرآن.
- من قصص القرآن.
- محمد النبي الخاتم والرحمة المهداة.
- أنبياء أشار اليهم القرآن.
- قصة الخلق قصة خلق الانسان.
- الشمس والرياح وآيات معجزات.
- الانعام والحج.
- المعجم الميسر لغريب كلمات القرآن الكريم.
- من أنوار القرآن.
- صور من تسبيح الكائنات لله.
- المفهوم العلمي للجبال في القرآن الكريم.
- معجزة المكان والزمان
- النظر في الكون لماذا؟
- الأنبياء في القرآن الكريم.
- المؤامرة: وقفات مع التآمر الصهيوني والدولي على شعب فلسطين.
- نظرات في أزمة التعليم المعاصر و حلولها الإسلامية.
- ماذا بعد ربيع الثورات العربية؟
- مصارع الظالمين.
- الإسلام و الغرب في كتابات الغربيين.
- من إسهامات الحضارة الإسلامية.
- صور من تسبيح الكائنات لله.
- من التفسير العلمي للقرآن الكريم – الجزء الثلاثون.
- الحضارة الإسلامية وأثرها في النهضة العلمية المعاصرة.
- قضية الإعجاز العلمي للقرآن و ضوابط التعامل معها.
- محمد النبي الختم والرحمة المهداة.
- من أسرار السنة.
- قارعة سبتمبر.
- سر الليل والنهار.
- المسلمون و تحديات العصر.
- ملامح من سيرة خاتم الأنبياء و المرسلين سيدنا محمد صلى الله عليه و سلم.
- قدرة الله في الكون.
- مدخل الى دراسة الأعجاز العلمي في القرآن الكريم والسنة المطهرة.
- قضية التخلف العلمي والتقني في العالم الإسلامي المعاصر.

## برامج تلفزيونية
برنامج الإعجاز الاجتماعي في القرآن والسنة بث خلال شهر رمضان 1429 على قناة اقرأ، وكانت له لقاءاته على قناة الجزيرة مع برنامج بلا حدود منها حلقة «أخطار الزلازل والبراكين على الدول العربية» والتي بثت في 29/09/1999 بتقديم من أحمد منصور.
- أخطار الزلازل والبراكين على الدول العربية على يوتيوب.